# Salles-Arbuissonnas-en-Beaujolais
Salles-Arbuissonnas-en-Beaujolais este o comună în departamentul Rhône din sud-estul Franței. În 2009 avea o populație de 765 de locuitori.

## Evoluția populației
| An        | 1975 | 1982 | 1990 | 1999 | 2006 | 2009 |
| --------- | ---- | ---- | ---- | ---- | ---- | ---- |
| Populație | 459  | 513  | 507  | 629  | 732  | 765  |